# Cap Bougaroun
Le cap Bougaroun (en arabe : رأس بوقارون Ras-Bougaroun « Cap aux Cornes » ou « Cap Cornu ») ou encore les Sept-Caps (en arabe Sebâ Rous) est un cap algérien dans la wilaya de Skikda.

## Description
Il constitue l'extrémité occidentale du golfe de Skikda, à l'opposé du cap de Fer, et forme une péninsule qui est la plus importante de la côte algérienne. Il est le point le plus septentrional d'Algérie.
Au Ier siècle, ce cap se nommait cap Trêton  (de l'ancien grec Τρητόν « Cap Troué, Percé, Ciselé ») dans la Géographie de Strabon. Il marquait la limite entre les Massaesyles à l'ouest et les Massyles à l'est. 
Le 6 novembre 1943, la Luftwaffe mena au large du cap Bougaroun une attaque contre le convoi KMF-25A composé de 26 navires de transport escortés par 15 navires de guerre alliés, au cours de laquelle six navires furent coulés et six avions allemands furent abattus.